# La màscara del diable
 La màscara del diable  (títol original en italià: La Maschera del demonio) és una pel·lícula italiana dirigida per Mario Bava el 1960. Ha estat doblada al català.

## Argument[2]
Al segle xvii, la bruixa Asa i el seu diabòlic amant, Igor Iavoutich han estat ajusticiats. Abans de morir, la infame criatura llança una terrible maledicció. Dos segles més tard, el professor Kruvajan, acompanyat del seu fidel ajudant Andrei Gorobek, provoca involuntàriament ferint-se a la mà, el despertar de la bruixa. Serà el començament d'un espantós malson per als habitants del castell dels Vajda, dels quals la princesa Katia s'assembla estranyament a l'aparició .....

## Repartiment
- Barbara Steele: Katia Vajda / Príncesa Asa Vajda
- John Richardson: Dr. Andre Gorobec
- Andrea Checchi: Dr. Thomas Kruvajan
- Ivo Garrani: príncep Vajda
- Arturo Dominici: Igor Javutich / Javuto
- Enrico Olivieri: príncep Constantin Vajda
- Antonio Pierfederici: el pope
- Tino Bianchi: Ivan

## Al voltant de la pel·lícula
- És la primera pel·lícula que Mario Bava dirigeix sol i surt als crèdits.
- L'efecte visual utilitzat per Mario Bava per corrompre els trets de Barbara Steele en la seqüència final és exactament el mateix que l'utilitzat per Rouben Mamoulian en la seva versió de El Dr. Jekyll i el Sr. Hyde (1931), que molt de temps ha estat un secret: un savi joc de llums virolades filtrant sinuositats dibuixades sobre la cara de l'actriu i descobertes per un enllumenat decreixent de la mateixa tintura (l'efecte només és possible en rodatge en blanc i negre).